# ICG Software
ICG Software és un grup multinacional català que fabrica solucions informàtiques per a petites, mitjanes i grans empreses dels sectors d'hostaleria, hotel i retail, des del Software Punt de Venda fins a la gestió centralitzada de cadenes i franquícies. Està format per sis societats comptant amb la seva filial americana ICG Software Corporation, USA i té tres divisions de negoci (Solucions ICG, HioPOS i CashDro).
El Grup va ser fundat l'any 1985 pel seu actual president, Andreu Pi Pocurull. La seu central, amb fàbrica i centre d'R+D es troba a Lleida.
El 2017, neix la Fundació ICG, una entitat sense ànim de lucre que neix amb la voluntat i l'encàrrec de posar en marxa i gestionar de forma directa actuacions de responsabilitat social vinculades a promoure la formació, l'acció social, la ciència i el coneixement a favor de l'interès general. L'objectiu és contribuir al benestar de la societat, aconseguir un millor desenvolupament social, educatiu i cultural, especialment a les zones on el Grup ICG és present.